# 더듬이다리

등쪽에서 본 미갈목의 더듬이다리 (녹색 부분)

더듬이다리(Pedipalp, palps, palpi)는 거미나 곤충 따위에서 촉각을 맡은 기관이다. 촉지(觸肢) 또는 각수(脚鬚)라고도 불리는 이 기관은 걷는다리와 유사하게 생겼지만 구조는 다르다.